# Карнавал

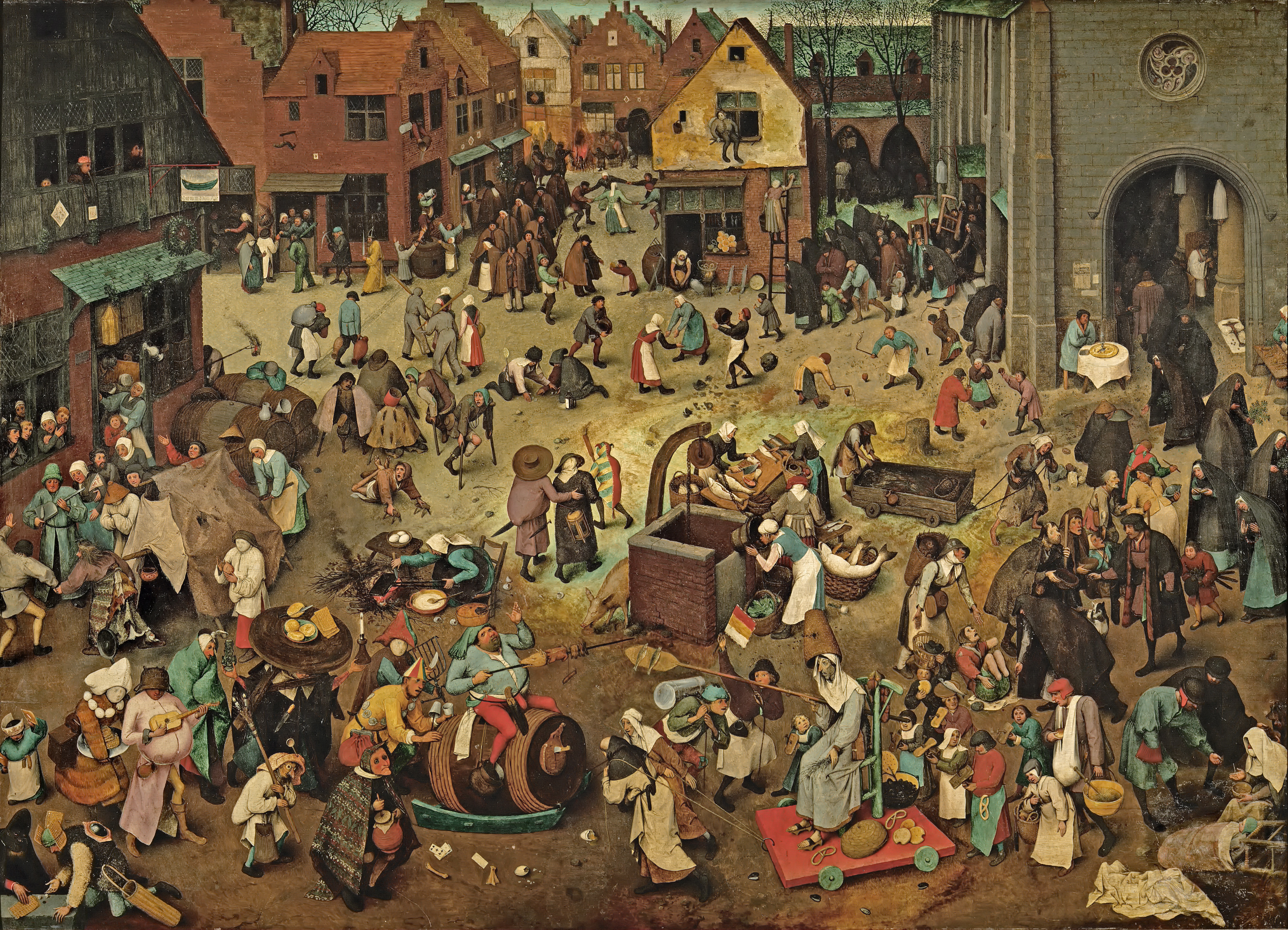
Пітер Брейгель старший
«Битва Карнавалу і Посту», 1559

Карнава́л (від лат. carne — м'ясо і лат. vale — прощавай) — народні гуляння, що відбуваються у католицьких країнах у вівторок за сорок днів до Великодня напередодні початку Великого посту.

## Виникнення карнавалів
Перша згадка про Венеційський карнавал датується 1094 роком. Вважається, що місцева аристократія вигадала його для того, щоб похизуватися один перед одним у пишних вбраннях. 1296 року Сенат Венеційської республіки офіційно проголосив останній день перед Великим Постом святковим. Тому вважають, що слово «карнавал» походить від латинського «carne vale», тобто «прощання з м'ясом». Традиція венеційців одягати цей час маски сходить до давніх римських Сатурналіїв, коли рабам на святі врожаю дозволяли сидіти поряд із патриціями, а тому всі ховали обличчя під масками, щоб не зважати на соціальну нерівність у такі дні.
На популярність карнавалів вплинуло декілька факторів. Вони давали можливість людям відпочити, забувши про повсякденні трудові будні. У ранній період вони були своєрідним протестом проти церковно-королівської влади та її офіційної культури. На карнавалах люди могли забути про обмеження і заборони, що були у повсякденному житті, і задовольнити більшість своїх фізіологічних і духовних потреб.

## Українські карнавали

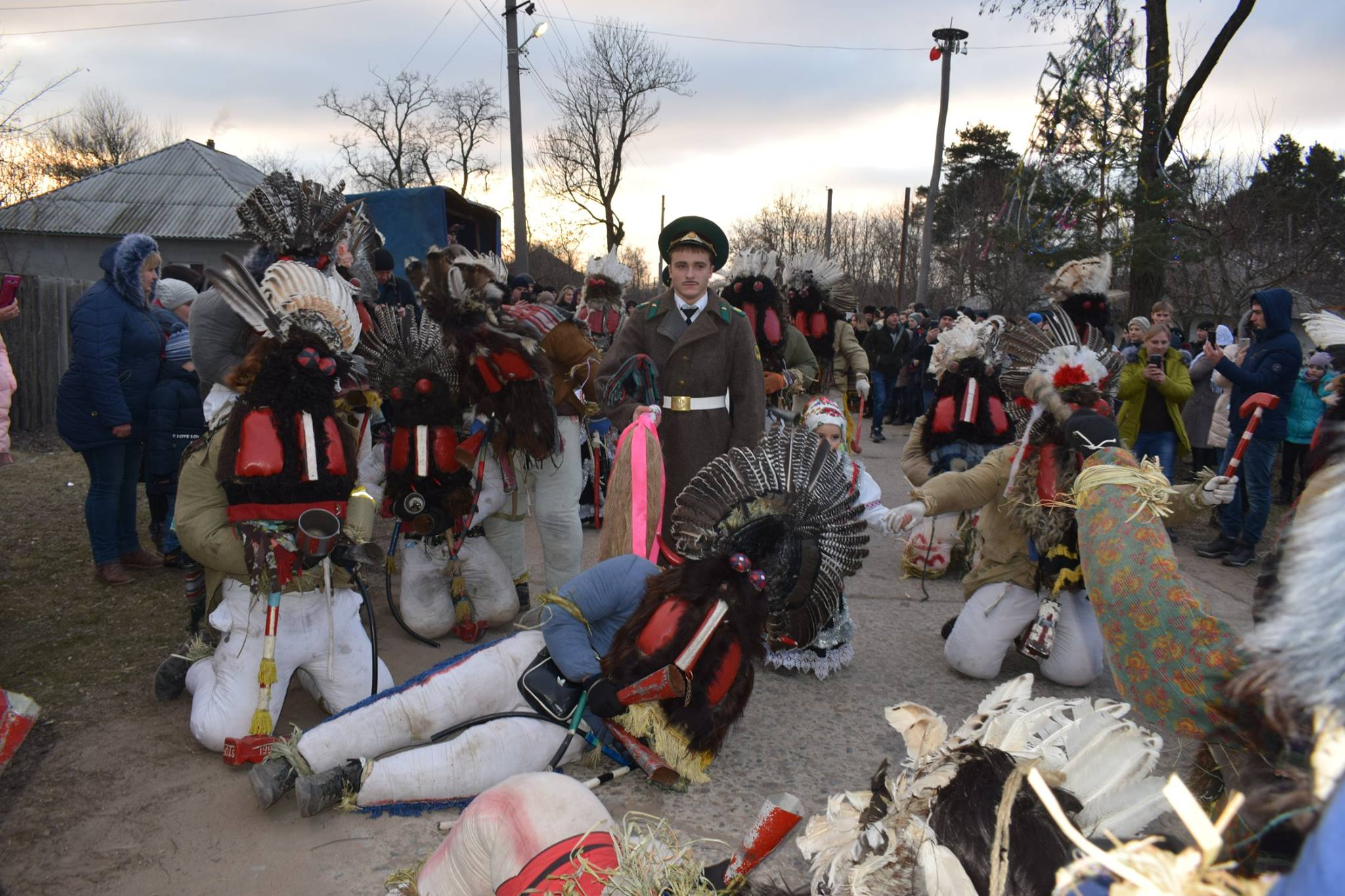
Дідки (Осичківська Маланка)

Український аналог карнавалу — масниця. Однак, у східній традиції масниця проводиться в неділю, за шість [вісім] тижнів до Великодня.
В селі Осички на Одещині збереглася оригінальна версія маланки Дідки.

## Найпопулярніші карнавали
Традиції святкування карнавалу різні в різних країнах. Іноді карнавал триває кілька днів. Карнавал святкують також у деяких протестантських громадах.
Карнавали стали важливим елементом туристичної індустрії, приваблюючи туристів з інших країн. На багатьох карнавалах число відвідувачів значно перевищує 1 млн осіб.
Найпопулярнішим у Південній Америці карнавалом є карнавал у Ріо-де-Жанейро, де з його чотирьох днів, на двох останніх (неділя та субота) відбувається змагання від 3 до 6 тис. танцівників від різних шкіл на спеціально збудованого самбодрому, на трибунах якого може перебувати більш як 80 тисяч глядачів.
У Північній Америці найвідомішими є Вест-Індійський карнавал у Нью-Йорку (3 млн осіб), Карібана-карнавал у Торонто (1,5 млн осіб), зимовий карнавал у Сент-Полі (США). Міжнародний фестиваль піротехніки у штаті Луїзіана (США) відвідує до трьох мільйонів глядачів.
Найбільшими карнавалами Європи вважаються Венеційський, Римський, Валенсійський, Авіньйонський, Ліонський, карнавали Кельна і Нюрнберга. Найбільше туристів збирають карнавали Лондона, на якому свою культуру демонструють не тільки вихідці з різних країн світу, але й представники неформальних об'єднань (до 2 млн осіб), Кельна (більше ніж 1,5 млн осіб), Берліна (Карнавал культур світу — близько 1,5 млн осіб), Ніцци (понад 1 млн осіб).
У Німеччині карнавал в Рейнській області та Рейнгессені називається Розенмонтаґ. У головних містах карнавалу, таких як Кельн, Бонн, Дюссельдорф або Майнц, його святкують у формі процесії. Деякі роботодавці за звичаєм дають своїм працівникам вихідний; однак це не є державним святом в жодній землі Німеччини.
Проводяться великі карнавали в Африці (ПАР, Ангола), Південно-Східній Азії, Австралії.

## Карнавальні асоціації
Підвищення значення карнавалів для світової культури й економіки зумовило створення різних асоціацій, які покликані об'єднувати зусилля різних міст, країн у справі підвищення його ефективності. Вони займаються збором коштів для їх проведення, забезпечення безпеки під час карнавалу, створення умов для обміну досвідом, накопичення необхідної інформації. Ці асоціації працюють як на регіональному рівні, так і на міжнародному.
У Північній Америці найвпливовішою є Вест-Індійська карнавальна асоціація (WIACA). Асоціація європейських карнавальних міст (FECE — Foundation European Carnival Cities) є наймасовішою у світі стала. Вона об'єднує 100 міст з 52 країн світу, не тільки з Європи.
Слово карнавал вживається також у широкому сенсі щодо інших бучних святкувань, що часто супроводжуються маскарадами.